# Actenomeros onyx
Actenomeros onyx är en tvåvingeart som beskrevs av Winterton, Irwin och Yeates 1999. Actenomeros onyx ingår i släktet Actenomeros och familjen stilettflugor. Inga underarter finns listade i Catalogue of Life.